# Laurent Petitgand

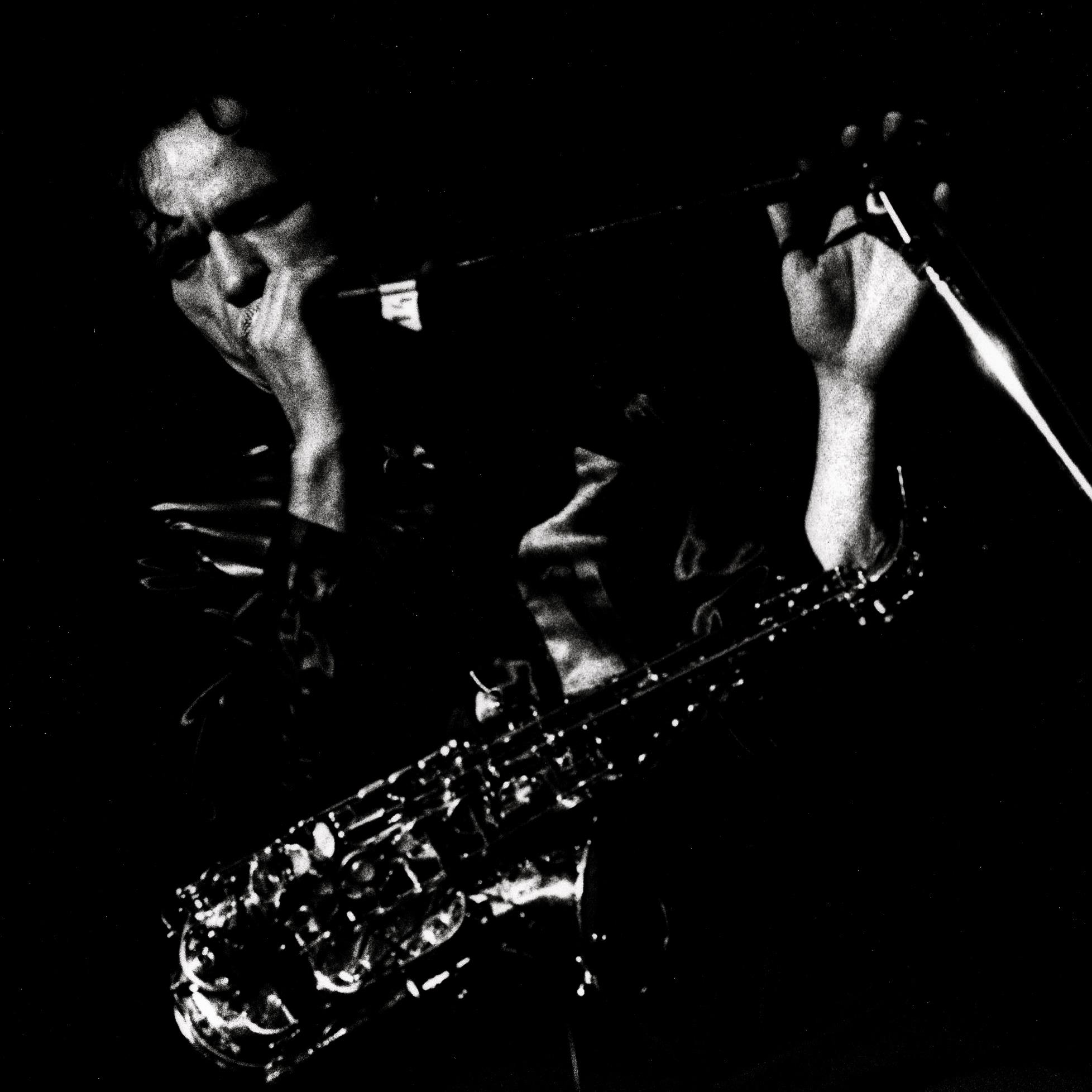
Laurent Petitgand, 2016

Laurent Petitgand (* 28. September 1959 in Laxou, Frankreich) ist ein französischer Komponist, Filmkomponist, Sänger, Schauspieler und Instrumentalist. Er spielt Gitarre, Piano und Saxophon.
Petitgand komponierte u. a. Ballettmusik für Angelin Preljocaj und schrieb bzw. arrangierte für über 30 Filme die Musik. 1985 hat er zum ersten Mal für einen Film mit Wim Wenders zusammengearbeitet. Seit dieser Zeit war immer wieder als Komponist an Wenders’ Filmen beteiligt, das letzte Mal 2017 in dem Dokumentarfilm Papst Franziskus – Ein Mann seines Wortes.
2006 schrieb er die Musik für The Inner Life of Martin Frost, das Debüt von Paul Auster als Filmregisseur.
Laurent Petitgand ist der Bruder des Komponisten und Installationskünstlers Dominique Petitgand.

## Filmografie (Auswahl)
- 1985: Tokyo-Ga, Regie: Wim Wenders
- 1986: Les Ailes du désir, Regie: Wim Wenders
- 1988: Copie Film, Regie: Pascal Rémy
- 1989: Yamamoto – Aufzeichnungen zu Kleidern und Städten, Regie: Wim Wenders
- 1991: Arisha, der Bär und der steinerne Ring, Regie: Wim Wenders
- 1993: In weiter Ferne, so nah!,  Regie: Wim Wenders
- 1995: Jenseits der Wolken, Regie Michelangelo Antonioni und Wim Wenders
- 1995: À Cran, Regie: Solange Martin
- 1995: Ein Hof in der Provence (Le mas Théotime), Regie:  Philomène Esposito
- 1996: Der Himmel über Berlin, Regie: Wim Wenders
- 1998: Fette Welt, Regie: Jan Schütte
- 1998: Il suffirait d'un pont, Regie: Solveig Dommartin
- 2006: Cowboy Angels, Regie: Kim Massee
- 2006: The Inner Life of Martin Frost, Regie: Paul Auster
- 2007: Ice People, Regie: Anne Aghion
- 2008: Alter und Schönheit, Regie: Michael Klier
- 2009: Gamines. Regie: Éléonore Faucher
- 2010: Les Amants naufragés, Regie: Jean-Christophe Delpias
- 2013: Gestrandet (Les Déferlantes), Regie: Éléonore Faucher
- 2014: Das Salz der Erde, Regie Juliano Ribeiro Salgado und  Wim Wenders
- 2015: Martin Buber, Religionsphilosoph und Humanist, Dokumentarfilm, Regie: Pierre-Henry Salfati
- 2017: Papst Franziskus – Ein Mann seines Wortes, Regie: Wim Wenders
- 2020: Two or Three Things I Know About Edward Hopper, Kurzfilm; Regie: Wim Wenders